# Monarch (ciruela)
Monarch es una variedad cultivar de ciruelo (Prunus domestica), de las denominadas ciruelas europeas.
Una variedad de ciruela procedente de plántula de polinización libre de 'Autumn Compote', fue cultivada por Thomas Rivers, en Sawbridgeworth, Inglaterra (Reino Unido) en 1883.
Las frutas tienen un tamaño grande, color de piel rojo violáceo oscuro, a menudo con motas rojizas esparcidas sobre la superficie, cubiertas de pruina espesas, punteado numeroso, pequeños, de color marrón rojizo, y pulpa de color amarillo dorado, jugosa, textura algo fibrosa, tierna, y sabor dulce junto a la piel, agradablemente ácida hacia el centro, aromática, buena.

## Historia
'Monarch' variedad de ciruela cuyo origen es una plántula de polinización libre de 'Autumn Compote', fue cultivada por Thomas Rivers, en Sawbridgeworth, Inglaterra (Reino Unido), y fue introducida por el creador en 1885. Las publicaciones inglesas describieron y figuraron esta variedad en 1883. Fue galardonada con el  «First Class Certificate» (Certificado de Primera Clase) por el RHS en 1894, pero no hay noticias de ella en la literatura pomológica estadounidense hasta 1897. Dos años más tarde se colocó en la lista de frutas del catálogo de la "American Pomological Society", y se recomendó para la sección noreste de los Estados Unidos. Ahora la ofrecen a la venta casi todos los viveristas de este país.
'Monarch' está cultivada en diversos bancos de germoplasma de cultivos vivos, tales como en National Fruit Collection (Colección Nacional de Fruta) de Reino Unido con el número de accesión: 1923-063 y Nombre Accesión : Monarch. Fue introducida en el "Probatorio Nacional de Fruta" para evaluar sus características en 1923.

## Características
'Monarch' árbol de porte extenso, moderadamente vigoroso, erguido, sus hojas de la planta leñosa son caducas, de color verde, forma elíptica, sin pelos presentes, tienen dientes finos en el margen. Flor blanca, que tiene un tiempo de floración que comienza a partir del 14 de abril con el 10% de floración, para el 18 de abril tiene una floración completa (80%), y para el 29 de abril tiene un 90% de caída de pétalos.
'Monarch' tiene una talla de tamaño grande de forma redondeado ovalado, mitades desiguales, cavidad profunda, mediana a estrecha, abrupta, sutura poco profunda, a menudo una línea, ápice redondeado o aplanado, con peso promedio de 53.90 g; epidermis tiene una piel fina, tierna, ligeramente astringente, que se separa fácilmente, con abundante pruina azulado violácea, pubescencia fácilmente perceptible alrededor del punto pistilar, siendo el color de la piel rojo violáceo oscuro, a menudo con motas rojizas esparcidas sobre la superficie, cubiertas de pruina espesas, punteado numeroso, pequeños, de color marrón rojizo, conspicuos, agrupados alrededor del ápice; pedúnculo largo, grueso, algo curvo, con una longitud promedio de 13.44 mm, pubescente, bien adherido al fruto con la cavidad del pedúnculo estrechísima y apenas pronunciada; pulpa de color amarillo dorado, jugosa, textura algo fibrosa, tierna, y sabor dulce junto a la piel, agradablemente ácida hacia el centro, aromática, buena.
Hueso adherida, ovalada alargada, turgente, áspera y picada, puntiaguda en la base, roma en el ápice, sutura ventral bastante ancha, superficialmente surcada, roma, sutura dorsal con un surco ancho y poco profundo.
Su tiempo de recogida de cosecha es tardío, se inicia en su maduración de principios a mediados de septiembre.

## Usos
Se usa comúnmente como postre fresco de mesa buena ciruela de postre de fines de verano.
También se usa por su alto contenido de azúcar lo convierte en una excelente opción para enlatar y secar.